# Ted Dexter
Edward Ralph Dexter CBE (* 15. Mai 1935 in Mailand, Italien; † 25. August 2021 in Wolverhampton, Vereinigtes Königreich) war ein englischer Cricketspieler und -administrator. Er war zwischen 1961 und 1964 Kapitän der englischen Nationalmannschaft.

## Kindheit und Ausbildung
Dexter wurde in Mailand geboren, wo sein Vater als Geschäftsmann arbeitete. Im Zuge des Zweiten Weltkriegs zog die Familie nach England und er besuchte dort unter anderem das Radley College in Oxfordshire. Dort erlernte er das Cricketspiel. Im Rahmen seines Militärdienstes war er in British Malaya. Nach seiner Rückkehr ging er ab 1955 an die University of Cambridge, für dessen Universitätsmannschaft er spielte.

## Zeit als Aktiver

### Etablierung in die Nationalmannschaft
Dexter hatte sein Test-Debüt bei der Tour gegen Neuseeland im Sommer 1958. Dort spielte er im letzten Spiel in Manchester und ihm gelang mit 52 Runs ein Half-Century. In der County Championship spielte er für Sussex. In der Saison 1958/59 reiste der Nationalmannschaft nach Australien und Neuseeland. Bei letzterer konnte er mit 141 Runs aus 292 Bällen sein erstes Century und hatte damit entscheidenden Anteil am Innings-Sieg der auch zum Seriensieg führte. Im zweiten Test konnte er mit 3 Wickets für 23 Runs seine ersten Test-Wickets erzielen. In der Saison 1959/60 spielte er für England auf der Tour in den West Indies. Im ersten Test konnte er mit 136* Runs ein weiteres Century erzielen. Im zweites Test hatte er mit 77 Runs ein Half-Century. Ein weiteres Century mit 110 Runs gelang ihm im vierten Test und ein half-Century über 76 Runs im fünften. Mit dieser Leistung konnte er sich endgültig im Team etablieren und wurde als Kapitän für Sussex berufen. Im Sommer 1961 erzielte er gegen Südafrika zwei Half-Century (52 und 56 Runs). Bei der Heim-Ashes-Tour 1961 konnte er im ersten Test im zweiten Innings trotz einer Knieverletzung mit 180 Runs das Remis sichern. Im vierten Test hatte er die Chance dies abermals zu tun, jedoch verlor er sein Wicket nach einem Fifty über 76 Runs und so verlor England Spiel und Ashes.

### Kapitän der Nationalmannschaft
Als im folgenden Winter für die Touren in Pakistan und Indien mehrere wichtige Spieler absagten, unter anderem Kapitän Colin Cowdrey, wurde er zum Kapitän der Nationalmannschaft bestimmt. Gegen Indien erzielte er ein Century (126* Runs) und drei Half-Centuries (85, 57 und 62 Runs), verlor die Serie jedoch mit 2–0. Gegen Pakistan erzielte er mit 66* Runs ein Half-Century beim ersten Test und so konnte er mit einem geschwächten Team seinen ersten Sieg verbuchen. Im dritten Test erzielte er mit 205 Runs sein erstes Double-Century, jedoch endeten die verbliebenen Spiele mit Remis und England gewann die Serie. Er blieb Kapitän bei der Tour Pakistans in England im Sommer 1962 und erzielte in den ersten beiden Tests je ein Half-Century (72 und 65 Runs). Im dritten Test gab man die Kapitänsrolle wieder an Cowdrey, wechselte im vierten Spiel, das Remis endete, jedoch wieder zu Dexter, der ein weiteres Half-Century über 85 Runs erzielte. Im letzten Test konnte dann der 4:0-Sieg gefestigt werden, und Dexter erzielte mit 172 Runs ein weiteres Century.
Für die Ashes-Serie in Australien 1962/63 wurde Dexter Cowdrey abermals als Kapitän vorgezogen. Im ersten Test erzielte er 70 Runs im ersten Innings und verpasste mit 99 Runs knapp ein Century im zweiten. Im zweiten Test erzielte er zunächst 93 Runs und 52 Runs im zweiten Innings und führte so England zu einem Sieg. Dexter selbst bewertete das zweite Innings als die beste Leistung seiner Karriere. Nachdem man den dritten Test verloren hatte, erzielte Dexter noch einmal ein Half-Century (61 Runs) im vierten Test, jedoch endeten die beiden letzten Spiele mit Remis. Durch das 1–1 Unentschieden bei der Serie, verblieben die Ashes in Australien. Mit seinen 481 Runs, die er während der Serie erzielte, errang er die höchste Run-Zahl eines englischen Kapitäns während einer Ashes-Serie. Im Anschluss konnte die Serie in Neuseeland mit 3–0 gewonnen werden.
Im Sommer 1963 war er als Kapitän gegen die West Indies im Einsatz. In den ersten drei Tests erzielte er jeweils ein Half-Century (73, 70 und 57 Runs), wobei ihm im zweiten Test 70 Runs in 75 Bällen gelangen. Dennoch verlor man die Serie 1–3. Im Sommer 1964 führte er das Team in die Ashes-Serie. Trotz eines Half-Centuries im dritten Test über 66 Runs verlor man das Spiel und so war Australien im Vorteil. Im vierten Test, ein Remis das durch hohe Run-Zahlen geprägt war, erzielte er ein Century über 174 Runs aus 484 Bällen. Da auch das fünfte Spiel im Remis endete, verlor England die Serie und Dexter seinen Posten als Kapitän. In den Jahren 1963 und 1964 gewann er jeweils mit Sussex die ersten beiden Ausgaben des Gillette Cups.

### Ende der Karriere
Vor der Saison 1964/65 war unklar, ob er spielen könnte, da er bei der Britische Unterhauswahl 1964 für die Conservative Party in Cardiff South East gegen den späteren Premierminister James Callaghan antrat. Jedoch verlor er und war so in der Lage, an der Tour in Südafrika teilzunehmen. Dort erzielte er im zweiten Test ein Century über 172 Runs und im dritten mit 61 Runs ein Half-Century. Seine vorerst letzte Tour absolvierte er daheim gegen Neuseeland im Sommer 1965. Dabei erzielte er drei Fifties, 57 Runs im ersten Test und 62 und 80* Runs im zweiten. Danach brach er sich beim Anschieben seines Autos ein Bein und er entschied sich, eine Karriere im Sportmarketing zu beginnen.
Er spielte einzelne Spiele für Sussex in den Jahren 1966 und 1967 und kehrte noch einmal 1968 in die Nationalmannschaft zurück. In zwei Spielen der Ashes Tour 1968 trat er gegen Australien an, hatte jedoch keinen großen Einfluss. Seine letzten Einsätze hatte er 1971 und 1972 in der Sunday League für Sussex.

## Nach der aktiven Karriere
Auch nach seinem Karriereende blieb er sportlich aktiv. So spielte er Golf und hätte sich als Amateur fast für die Open Championship qualifiziert. Auch arbeitete als Kolumnist und Sportkommentator. Auf ihn ging die Entwicklung des Ranking-Systems für Spieler im Jahr 1987 zurück, das noch heute vom International Cricket Council genutzt wird. Ab 1989 wurde er als Chef der Selektoren für die englische Nationalmannschaft als erster dafür bezahlt, da er dafür seine Arbeit für sein Sportpromotion-Unternehmen zurückstellen musste. Dabei wurde er durch ungewöhnliche Aktionen bekannt. So schrieb er einen Song für das Team und machte nach schlechtem Verlauf der ersten Spiele der Ashes Tour 1993 die schlechte Position von Planeten verantwortlich. Nachdem die Niederlage Englands feststand verlor er daraufhin seinen Job. Später wurde er Präsident des Marylebone Cricket Club und bekam 2001 den CBE verliehen. Im Jahr 2007 wurde er dann Clubpräsident von Sussex. Nachdem er zeitweise in Frankreich lebte, zog er nach Wolverhampton, wo er 2021 im Alter von 86 Jahren verstarb. Daraufhin wurde er in die ICC Cricket Hall of Fame aufgenommen.